# Atlético Peruano
Atlético Peruano es un club de fútbol peruano, ubicado en el distrito de Rímac, Lima. El club fue fundado en 1910 con el nombre de Club Atlético Peruano No. 1, y jugó en la primera edición de la Liga Peruana de Fútbol en 1912 en la segunda división.

## Historia
El equipo club Atlético Peruano fue fundado por Guillermo Porras Villagomes. Su primer debut en el fútbol peruano fue en la Segunda División Peruana 1912; en la recién creada Liga de Fútbol de Lima. Logró ascender a la Primera División en 1913 y se mantuvo jugando desde 1914 hasta 1919.
La numeración en el nombre, se aplicaba en esa época para diferenciar a su contraparte del Callao, Atlético Peruano Nr. 2. El Club Atlético Peruano es uno de los equipos más longevos junto al Alianza Lima, Fraternal Barranco, Alianza Chorrillos, Lima Cricket y Ciclista Lima.
Logró ascender a la Liga Mayor de Fútbol de Lima en 1980, con la participación de Ricardo Francia (capitán), David Unyen (arquero), Jose Velásquez Sánchez (mediocampista) Alberto Noé (defensa central), José Noé (delantero y goleador del equipo) entre otros. 
En 1982 llegó al hexagonal final del Interligas de Lima.
Disputó el Torneo Intermedio en 1985 y participó en la Segunda División en 1986 pero descendió ese mismo año.
Actualmente está afiliado y participando en torneos de fútbol máster peruano.

## Uniforme
Fútbol profesional
- Camiseta: roja con una raya central blanca
- Short: blanco
- Medias: blancas

Fútbol máster
- Camiseta: rayas negras con amarillas
- Short: negro
- Medias: negras

### Evolución Uniforme

#### Uniforme 1910 al 1965
| Titular 1 | Titular 2 | Alterno 1 | Alterno 2 |  |

#### Uniforme 1968 al 1986
| Titular 1 | Titular 2 | Alterna 1 | Alterna 2 | Titular 3 | Titular 4 |  | Alterno 3 |  |

#### Master 2004 al 2019
| Titular 1 | Titular 2 | Titular 3 | Titular 4 |  |

## Participaciones
- Temporadas en Liga Peruana de Football: 6 (1914, 1915, 1916, 1917, 1918 y 1919).
- Temporadas en Segunda División Liga Peruana: 7 (1912, 1913, 1920, 1922, 1923, 1924 y 1925).
- Temporadas en Liga Provincial de Fútbol de Lima: 3 (1935, 1937 y 1938).
- Temporadas en Segunda División Profesional: 3 (1982, 1985 y 1986).

## Palmarés

### Torneos nacionales
- Subcampeón Escudo Dewar: 1915
- Subcampeón Segunda División: 1913

## Datos del club
- Mayor Goleada Recibida:
  - Guardia Republicana 8:1 Atlético Peruano (1985)
  - Esther Grande de Bentín 14:1 Atlético Peruano (1986)
  - Aurora Miraflores 9:1 Atlético Peruano (1986)
  - Deportivo A.E.L.U. 10:0 Atlético Peruano (1986)
  - Internazionale San Borja 10:0 Atlético Peruano (1986)

## Jugadores
| - Guillermo "Muchachón" Porras - Reynaldo Barquero - Nato Campos - Hermes "Mono" Solezzi - Walter Ledesma - Pedro "Pïto" Cruz | - Adolfo Maradiegue - Shalim Carrión - Jorge Calvo - Lalo Garcés - Guillermo "Tintiloco" López - Luis Alberto Noé | - José Noé - David Unyen - Gabriel Claussen - Sancho Dávila - Ricardo Francia - Jose "Manganzon" Velasquez |

## Aclaración
- Cuando existían dos equipos con el mismo nombre, se les colocaba numeración 1 y 2 para diferenciar al equipo de origen de Lima con el del Callao.

## Filiales

### Atlético Peruano N°2 del Rímac
El segundo equipo se forma en 1913. Cuando el club principal ascendió a la máxima división, el segundo equipo llamado Atlético Peruano N°2, participó en la Segunda División de La Liga Peruana de Football desde 1914 hasta 1920. Por lo tanto utilizó la misma indumentaria y insignia que el primer cuadro. Al ser un equipo b, no podía ascender a primera división.

## Nota de Clubes No Relacionados

### Atlético Peruano del Callao
En esa época existió un club chalaco con similar nombre, llamado club Atlético Peruano. Fundado alrededor de 1910. Se mantuvo vigente hasta 1925. Al club se le denominaba como Atlético Peruano N°2. Realizó varios encuentros de fútbol con equipos contemporáneos chalacos de la época.

### Atlético Perú
Existió el club llamado Atlético Perú, fundado en el Cercado de Lima. Participó por varios años en la Segunda División Provincial de Lima. Luego en 1930, año que cambió el formato del campeonato peruano, pasó a denominarse a Tercera División Provincial de Lima de 1930, en la Segunda Serie. Atlético Perú, logró alcanzar la tercera posición de la serie. A pesar de la semejanza del nombre, es una institución totalmente independiente. 

#### Atlético Perú
| Titular 1 | Titular 2 | Alterna 1 |  |

### F.C. Atlético Peruano
Para el año 2015, se funda el club F.C. Atlético Peruano. Este equipo de fútbol pertenece a la ciudad de Trujillo. Desde entonces hasta la fecha, el F.C. Atlético Peruano participa varias temporadas en la Segunda División Distrital de Trujillo. Este club, tampoco guarda relación con el equipo histórico.

#### F.C. Atlético Peruano
| Titular 1 | Titular 2 | Alterna 1 | Alterna 2 |  |